# Thaw (Foetus)
Thaw è un album discografico di Foetus, qui accreditato come Foetus Interruptus, pubblicato nel settembre del 1988 dalla Self Immolation attraverso la Some Bizzare Records.
Nel 1995, venne ristampato per il mercato statunitense dalla Thirsty Ear Records.

## Tracce
Tutti i brani sono di James George Thirlwell.
1. Don't Hide It Provide It – 4:29
2. Asbestos – 5:01
3. Fin – 0:37
4. English Faggot – 3:38
5. Hauss-on-Fah – 5:56
6. Fratricide Pastorale – 1:59
7. The Dipsomaniac Kiss – 4:12
8. Barbedwire Tumbleweed – 3:25
9. ¡Chingada! – 3:16
10. A Prayer for My Death – 7:01

## Formazione
- Foetus Interruptus (James George Thirlwell) - performer